# Primera Nacional TOP 10 2024
El Primera Nacional TOP 10 de 2024 fue la 76° edición del principal torneo de rugby de Chile.
El campeón del torneo fue el club Old Boys quien gana por primera vez después de siete años y obtuvo su vigésimo campeonato de primera división convirtiéndose asi junto a Universidad Católica los clubes mas ganadores en la historia del torneo.

## Sistema de disputa
Cada equipo disputó encuentros frente a cada uno de los rivales en condición de local y de visitante, totalizando 18 partidos cada uno.
Finalizada la fase regular los cuatro primeros equipos clasificaron a semifinales.
Puntuación
Para ordenar a los equipos en la tabla de posiciones se los puntuará según los resultados obtenidos.
- 4 puntos por victoria.
- 2 puntos por empate.
- 0 puntos por derrota.
- 1 punto bonus por marcar cuatro tries o más.
- 1 punto bonus por perder por siete o menos puntos de diferencia.

## Clasificación
| Pos. | Equipo                | Encuentros | Encuentros | Encuentros | Encuentros | Tantos | Tantos | Tantos | Puntos Bonus | Puntos |
| Pos. | Equipo                | PJ         | PG         | PE         | PP         | F      | C      | Dif    | Puntos Bonus | Puntos |
| ---- | --------------------- | ---------- | ---------- | ---------- | ---------- | ------ | ------ | ------ | ------------ | ------ |
| 1.º  | COBS                  | 18         | 17         | 0          | 1          | 749    | 339    | +410   | 17           | 85     |
| 2.º  | Old Boys              | 18         | 14         | 0          | 4          | 655    | 367    | +288   | 11           | 67     |
| 3.º  | Old Mackayans         | 18         | 12         | 0          | 6          | 539    | 375    | +164   | 12           | 60     |
| 4.º  | PWCC                  | 18         | 10         | 0          | 8          | 569    | 466    | +103   | 15           | 55     |
| 5.º  | Universidad Católica  | 18         | 9          | 0          | 9          | 512    | 489    | +23    | 12           | 48     |
| 6.º  | Old John's            | 18         | 9          | 0          | 9          | 549    | 546    | +3     | 12           | 48     |
| 7.º  | Stade Français        | 18         | 8          | 1          | 9          | 547    | 558    | -11    | 12           | 46     |
| 8.º  | Sporting Rugby Club   | 18         | 8          | 1          | 9          | 461    | 477    | -16    | 12           | 46     |
| 9.º  | Club Deportivo Alumni | 18         | 2          | 0          | 16         | 282    | 733    | -451   | 4            | 12     |
| 10.º | Old Georgians         | 18         | 0          | 0          | 18         | 249    | 762    | -513   | 2            | 2      |

|  | Semifinalistas.                           |
|  | Clasificado al repechaje por el descenso. |
|  | Desciende a la Segunda Nacional 2025.     |

## Semifinales
| 29 de septiembre | COBS | 25 - 3 | PWCC |  |  |

| 29 de septiembre | Old Boys | 22 - 21 | Old Mackayans |  |  |

## Final
| 5 de octubre | COBS | 20 - 26 | Old Boys |  |  |

| Bandera de Chile |
| Campeón Old Boys |
| Vigésimo título  |

## Descenso
| 26 de octubre | Club Deportivo Alumni | 25 - 24 | DOBS |  |  |